# Ematurga caloraria
Ematurga caloraria är en fjärilsart som beskrevs av Otto Staudinger 1920. Ematurga caloraria ingår i släktet Ematurga och familjen mätare. Inga underarter finns listade i Catalogue of Life.